# Aguarunichthys inpai
Aguarunichthys inpai és una espècie de peix de la família dels pimelòdids i de l'ordre dels siluriformes.

## Morfologia
- Els mascles poden assolir 42 cm de longitud total.[4][5]

## Hàbitat
És un peix d'aigua dolça i de clima tropical que viu fins als 30 m de fondària.

## Distribució geogràfica
Es troba a Sud-amèrica: conca del riu Amazones.